# Dante XXI
Dante XXI — десятый студийный альбом бразильской метал-группы Sepultura, выпущен 14 марта 2006 года лейблом SPV Records. Диск основан на произведении Данте Алигиери Божественная комедия, состоящем из трёх частей Ада, Чистилища и Рая. Пять песен этого альбома основаны на концепции Ада, ещё пять песен, основаны на концепции Чистилища, и заключительная песня основана на концепции Рая.

## Об альбоме
Данте XXI первоначально планировалось назвать Данте 05, но название было изменено группой, когда стало ясно, что альбом не будет выпущен к концу 2005 года.
Видео «Convicted in Life» выпущенное в 2006 году, выиграло на MTV VMB, награду Best Editing Video Award в 2006 году. Видео для песни «Ostia» было выпущено на веб-сайте группы. В январе 2008 года группа выпустила новое видео для песни «Ostia».
Продажи альбома были очень скромными хотя и не неожиданными, так как у всех альбомов Sepultura после ухода из группы Макса Кавалера продажи начали постепенно уменьшаться, Данте XXI продал только 2,300 копий на первой неделе после выпуска в США. Это также последний альбом с барабанщиком Игор Кавалера.
После большого количества положительных отзывов на южноамериканских рынках, главным образом в Бразилии, Данте XXI продал около + 120 тысяч, по всему миру, на 2 января 2008 года он получил статус Золотого альбома в Бразилии и Кипре.

### Оформление альбома
Художественное оформление альбома было сделано Штефаном Доичиноффом. Оформление обложки, как и сам альбом, основано на произведении Божественная комедия.

### Бонус трек
Кавер Judas Priest «Screaming for Vengeance», был добавлен как японский бонус трек.

## Критика
После выпуска альбома большинство критиков пришло к мнению, что это — лучший альбом Sepultura, созданный вместе с вокалистом Дерриком Грином.

## Список композиций
| №                   | Название                 | Длительность |
| ------------------- | ------------------------ | ------------ |
| 1.                  | «Lost (Intro)»           | 0:59         |
| 2.                  | «Dark Wood of Error»     | 2:19         |
| 3.                  | «Convicted in Life»      | 3:09         |
| 4.                  | «City of Dis»            | 3:27         |
| 5.                  | «False»                  | 3:34         |
| 6.                  | «Fighting On»            | 4:29         |
| 7.                  | «Limbo (Intro)»          | 0:44         |
| 8.                  | «Ostia»                  | 3:07         |
| 9.                  | «Buried Words»           | 2:35         |
| 10.                 | «Nuclear Seven»          | 3:44         |
| 11.                 | «Repeating the Horror»   | 3:11         |
| 12.                 | «Eunoé (Intro)»          | 0:13         |
| 13.                 | «Crown and Miter»        | 2:12         |
| 14.                 | «Primium Mobile (Intro)» | 0:29         |
| 15.                 | «Still Flame»            | 4:51         |
| Общая длительность: | Общая длительность:      | 39:06        |

Бонус трек
| №   | Название                                     | Длительность |
| --- | -------------------------------------------- | ------------ |
| 16. | «Screaming For Vengeance (Японское издание)» | 3:31         |

## Позиции в чартах
Альбом — Billboard (Северная Америка)
| Год  | Чарт                   | Позиция |
| ---- | ---------------------- | ------- |
| 2006 | Top Independent Albums | 45      |

Альбом — Music recording sales certifications
| Год  | Страна   | Награда | Продажи      |
| ---- | -------- | ------- | ------------ |
| 2006 | Кипр     | Золото  | 5,000 копий  |
| 2007 | Бразилия | Золото  | 50,000 копий |

## В записи участвовали
Sepultura
- Деррик Грин — Вокал
- Андреас Киссер — гитара
- Пауло Шисто Пинто младший — бас-гитара
- Игор Кавалера — ударные
- Луис Ленхар Гарсия — рожки
- Сэмюэль Хэмзем — рожки
- Андрэ Мора — фортепьяно
- Фабио Пресграве — виолончель
- Биа Ребелло — виолончель
- Гильэрме Серсосимо — команда
- Эстевам Ромера — команда
- Рогериннхо Моторхэд — команда
- Педро Вердоне — команда
- Штефан Доичинофф — оформление альбома
- Маурисио Серсосимо — подготовка выпуска
- Сузанне Каммер — проект
- Фраггата — помощник
- Гелио Леите — помощник
- Стэнли Соапес — производитель, инженер, микширование